# Biskupi haarlemsko-amsterdamscy
Biskupi haarlemsko-amsterdamscy - lista biskupów ordynariuszy i biskupów pomocniczych diecezji haarlemsko-amsterdamskiej.

## Biskupi haarlemscy (1559-1580)
| L.p. | Lata rządów | Imię i nazwisko           |
| ---- | ----------- | ------------------------- |
| *    | 1559–1561   | sede vacante              |
| 1.   | 1561–1569   | bp Nicolaas van Nieuwland |
| 2.   | 1570–1578   | bp Godfried van Mierlo    |

## Administratorzy Apostolscy Haarlemu (1833-1857)
| L.p. | Lata rządów | Imię i nazwisko                                              |
| ---- | ----------- | ------------------------------------------------------------ |
| 1.   | 1833–1851   | bp Bishop Cornelis Ludovicus van Wijckersloot van Schalkwijk |
| *    | 1851–1853   | sede vacante                                                 |

## Biskupi haarlemscy (1853-2008)

### Ordynariusze
| L.p. | Lata rządów | Imię i nazwisko                            |
| ---- | ----------- | ------------------------------------------ |
| 3.   | 1853–1861   | bp Franciscus Josefus van Vree             |
| 4.   | 1861–1877   | bp Gerardus Petrus Wilmer                  |
| 5.   | 1877–1883   | bp Petrus Matthias Snickers                |
| 6.   | 1883–1903   | bp Caspar Josefus Martinus Bottemanne      |
| 7.   | 1903–1928   | bp Augustinus Josefus Callier              |
| 8.   | 1928–1935   | bp Johannes Dominicus Josephus Aengenent   |
| 9.   | 1935–1960   | bp Johannes Petrus Huibers                 |
| 10.  | 1960–1966   | bp Joannes Antonius Eduardus van Dodewaard |
| 11.  | 1966–1983   | bp Theodorus Henricus Johannes Zwartkruis  |
| 12.  | 1983–1998   | bp Henricus Josephus Aloysius Bomers       |
| *    | 1998–2001   | bp Jos Punt                                |
| 13.  | 2001–2008   | bp Jos Punt                                |

### Biskupi pomocniczy
- 1958–1960: bp Bishop Joannes Antonius Eduardus van Dodewaard, koadiutor, biskup tytularny Clysma
- 1983–1983: bp Hendrik Joseph Alois Bomers, koadiutor, biskup tytularny Avioccala
- 1983–1995: bp Joseph Lescrauwaet, biskup tytularny Turres Concordiae
- 1995–1998: bp Jos Punt, biskup tytularny  Nasai
- 2000–2008: bp Jan van Burgsteden, biskup tytularny Thibilis

## Biskupi haarlemsko-amsterdamscy (od 2008)

### Ordynariusze
| L.p. | Lata rządów | Imię i nazwisko |
| ---- | ----------- | --------------- |
| 13.  | 2008–2020   | bp Jos Punt     |
| 14.  | od 2020     | bp Jan Hendriks |

### Biskupi pomocniczy
- 2000–2011 : bp Jan van Burgsteden, biskup tytularny Thibilis
- 2011–2020: bp Jan Hendriks